# Кингфишер (округ)
Округ Кингфишер (англ. Kingfisher County) располагается в штате Оклахома, США. Официально образован в 1890 году. По состоянию на 2012 год, численность населения составляла 15 005 человек.

## География
По данным Бюро переписи США, общая площадь округа равняется 2346 км2, из которых 2339 км2 суша и 8 км2 или 0,330 % — это водоёмы.

## Население
По данным переписи населения 2000 года в округе проживает 13 926 жителей в составе 5 247 домашних хозяйств и 3 893 семей. Плотность населения составляет 6,00 человек на км2. На территории округа насчитывается 5 879 жилых строений, при плотности застройки около 3,00-х строений на км2. Расовый состав населения: белые — 88,09 %, афроамериканцы — 1,59 %, коренные американцы (индейцы) — 3,02 %, азиаты — 0,22 %, гавайцы — 0,01 %, представители других рас — 4,34 %, представители двух или более рас — 2,74 %. Испаноязычные составляли 6,90 % населения независимо от расы.
В составе 35,40 % из общего числа домашних хозяйств проживают дети в возрасте до 18 лет, 62,20 % домашних хозяйств представляют собой супружеские пары, проживающие вместе, 8,00 % домашних хозяйств представляют собой одиноких женщин без супруга, 25,80 % домашних хозяйств не имеют отношения к семьям, 23,50 % домашних хозяйств состоят из одного человека, 12,00 % домашних хозяйств состоят из престарелых (65 лет и старше), проживающих в одиночестве. Средний размер домашнего хозяйства составляет 2,60 человека, и средний размер семьи 3,08 человека.
Возрастной состав округа: 27,20 % моложе 18 лет, 8,20 % от 18 до 24, 26,80 % от 25 до 44, 22,40 % от 45 до 64 и 22,40 % от 65 и старше. Средний возраст жителя округа 38 лет. На каждые 100 женщин приходится 95,10 мужчин. На каждые 100 женщин старше 18 лет приходится 92,90 мужчин.
Средний доход на домохозяйство в округе составлял 36 676 USD, на семью — 43 242 USD. Среднестатистический заработок мужчины был 30 918 USD против 19 819 USD для женщины. Доход на душу населения составлял 18 167 USD. Около 8,50 % семей и 10,80 % общего населения находились ниже черты бедности, в том числе — 14,30 % молодёжи (тех, кому ещё не исполнилось 18 лет) и 6,50 % тех, кому было уже больше 65 лет.